# فرانك فرناندو جونز
فرانك فرناندو جونز (بالإنجليزية: Frank Fernando Jones)‏ هو سياسي أمريكي، ولد في 26 أغسطس 1855 في الولايات المتحدة، وتوفي في 29 يناير 1941. حزبياً، نشط في الحزب الجمهوري. وقد انتخب عضو مجلس ولاية آيوا.